# Amyntas I Macedoński
Amyntas I (gr.Αμύντας Ά)  – król Macedonii z rodu Argeadów. 

## Życiorys
W 511 p.n.e. Amyntas wykorzystując zniszczenie przez najazd perski potęgi państwa pajońskiego zaatakował osłabionych Pajonów od zachodu, zdobywając Pellę, Ichnaj oraz krainę zwaną Amfaksitis. Kiedy w roku 510 p.n.e. przybyli do Macedonii perscy posłowie z żądaniem, by Amyntas złożył hołd królowi perskiemu, ten zgodził się rozumiejąc, że wszelki opór nie ma sensu. Królestwo Amyntasa było odtąd najdalej na zachód wysuniętą częścią Imperium Perskiego. Panowanie perskie zapewniło Macedonii okres rozkwitu, gdyż otworzyły się przed nią nowe kierunki handlu. Amyntas strzegł dla Persji przeprawy przez rzekę Aksios, a także bronił przed Pajonami Żelaznej Bramy w górnym biegu rzeki. Pozostał również wierny Wielkiemu Królowi w czasie powstania Greków w Jonii. W zamian za swe usługi otrzymał potwierdzenie swojej władzy na zdobytych terytoriach. W nagrodę przyznano mu także krainę Anthemunt, którą około roku 505 p.n.e. zaproponował wygnanemu z Aten tyranowi Hippiaszowi. Liczył, że Ateńczyk odwdzięczy się mu po odzyskaniu władzy w Atenach. Hippiasz nie skorzystał jednak z propozycji króla. Amyntas zabiegał również o dobre stosunki z perską arystokracją. Swoją córkę Gygaję dał za żonę persowi Bubaresowi. Syn Gaygai - również Amyntas - cieszył się perską łaską i otrzymał w zarząd frygijskie miasto Alabastra.